# Morellia prolectata
Morellia prolectata är en tvåvingeart som först beskrevs av Walker 1861.  Morellia prolectata ingår i släktet Morellia och familjen husflugor. Inga underarter finns listade i Catalogue of Life.